# Погляд змія
«Погляд змія» (« Žalčio žvilgsnis») — радянський художній фільм 1990 року, знятий режисером Гітісом Лукшасом на Литовській кіностудії.

## Сюжет
За однойменним романом С.-Т. Кондротаса. Історія життя розбійника Мейжиса, дія відбувається в тридцяті роки. Осиротівши в дитинстві, він змушений найнятися наймитом до свого єдиного родича. Несправедливе жорстоке покарання господаря за нешкідливу дитячу провину відіграло фатальну роль у його житті. Озлобившись, втративши віру в добро і надію на любов, герой залишає хутір і йде в банду Гонтаса…

## У ролях
- Дайнюс Казлаускас — Мейжіс
- Гаудрюс Дзікарас — Мейжис у дитинстві
- Гедимінас Карка — Юозапас
- Відас Петкявічюс — Анусас
- Паулюс Клапатаускас — Анусас у юності
- Егле Габренайте — дружина судді
- Антанас Шурна — Гонтас
- Аста Баукуте — Регіна
- Лігіта Кондротайте — мати Мейжиса
- Леонардас Зельчюс — суддя
- Рімас Тумінас — капітан Уозолас
- Рімантас Багдзявічюс — епізод
- Гедімінас Гірдвайніс — Блажявічюс
- Галина Даугуветіте — бабуся Мейжиса
- Вітаутас Канцлеріс — епізод

## Знімальна група
- Режисер — Гітіс Лукшас
- Сценарист — Саулюс-Томас Кондротас
- Оператор — Альгімантас Моцкус
- Композитор — Гедрюс-Антанас Купрявічюс
- Художник — Аугіс Кяпяжинскас